# Шейх-Мулла
Шейх Мулла Ахтынский (лезг. Ахцегь Шайх Мулла) — военный и религиозный деятель, имам Самурского округа. Один из крупных деятелей восстания происходившее в 1837—1839 годах.

## Биография
Шейх Мулла родился в 1800-е годы в лезгинском селении Ахты, находящийся в Самурской долине. Отец его был имамом местной мечети, был уважаем в обществе за мудрость и высокую нравственность. К его отцу обращались за помощью в нерешаемых спорах, где он всегда проявлял мудрость и решал любые конфликты миром.
Уже в молодости Шейх Мулла часто собирал скопища молодых лезгин из Самурской долины, спускались с гор и резко нападали на гарнизоны царских войск. Причём всегда возвращался с большою добычею. Шейх Мулла славился своей храбростью во всей Самурской долине, но при этом был очень религиозным человеком и знал Коран наизусть с детских лет.

## Наиб Хаджи-Мухаммада
В 1837 году вспыхнуло Кубинское восстание, объединившее всех лезгин по обе стороны Самура против колониальной политики царских войск.
Предводителем Самурского общества выбрали Шейх-Муллу, который повёл отряд из Самура в Кубинский уезд для поддержания крупного восстания лезгин.
4 июля 1838 года у селения Аджиахур произошло сражение, однако объединённые войска вольных обществ лезгин из Южного Дагестана и Кубинского общества потерпели поражение из-за предательства казикумухского хана Мамед-Мирзы, а в 1839 году Ахты захватили русские войска. Все лезгинские вольные общества Самура были ликвидированы, а на их месте образован Самурский округ.
Также Шейх-Мулла имел переписки с такими личностями как имам Шамиль и Шейх Мухаммад ал-Йараги.
Шейх-Мулла и все его наибы, а также члены его семьи были убиты царскими войсками.
В советское время упоминать имя Шейх Муллы, а также других участников событий Гази Мухаммада Хулухского, Шейха Махмуда Магарамкентского, Абрека Ярали, Ферз-‘Али-бека аз-Зейхури, Мухаммад-бека ал-Мискинджави и других народных героев было запрещено.